# Commando (forces spéciales)

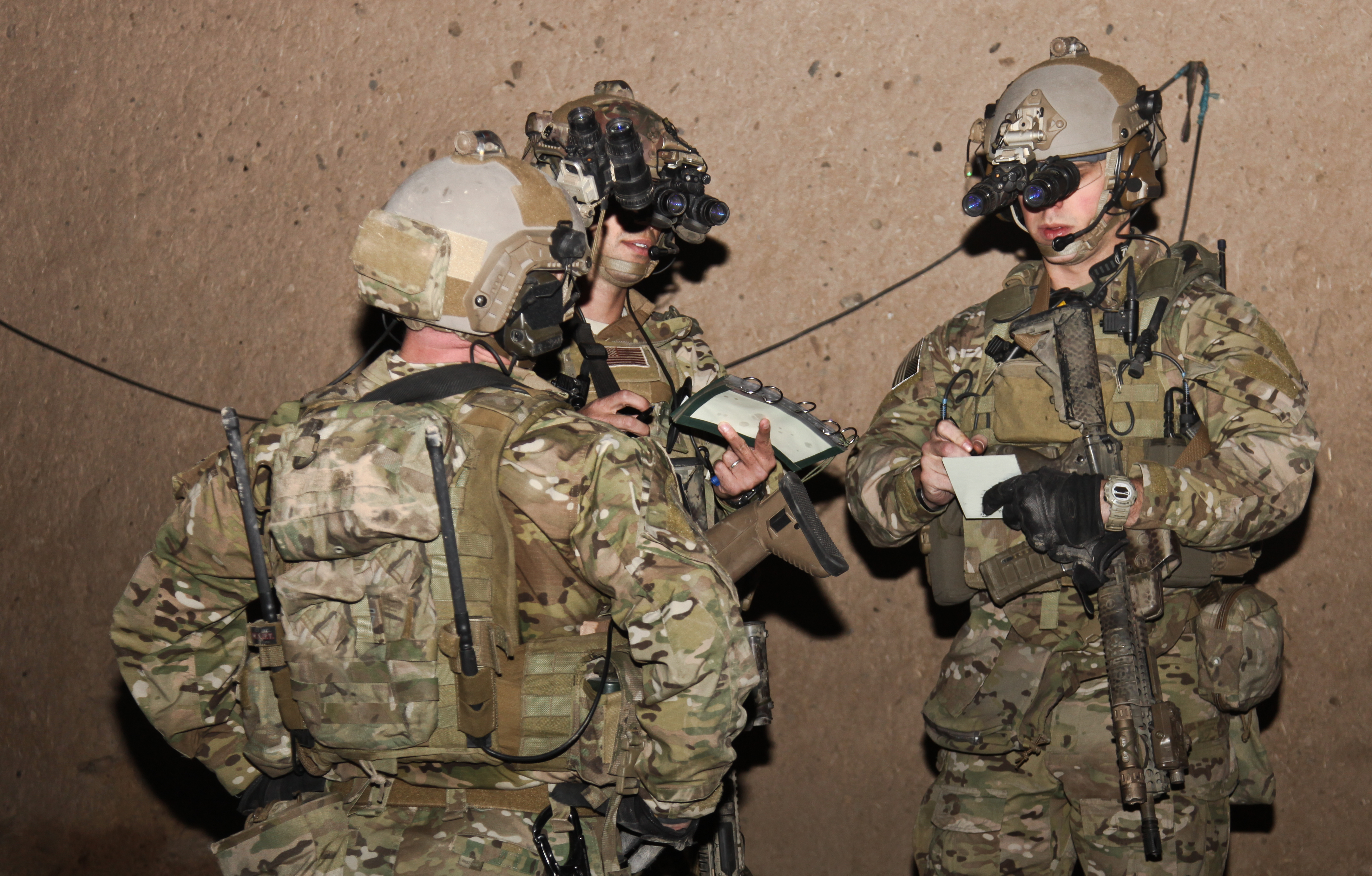
US Army Rangers lors d'une opération dans le district de Khash Rod, province de Nimroz, le 8 février 2013.

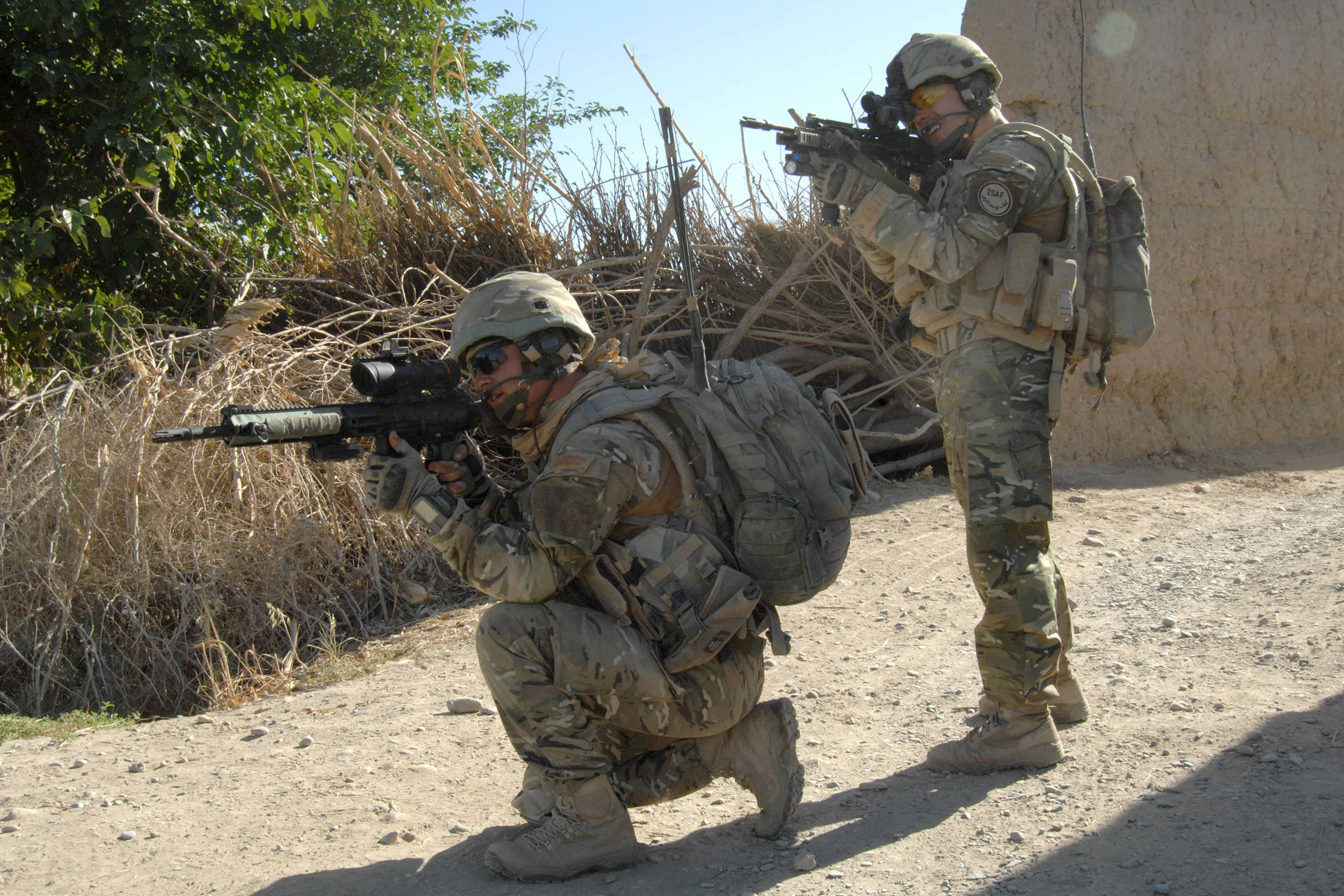
Des Royal Marines du 40 Commando en patrouille dans la région de Sangin en Afghanistan sont photographiés.

Pour les articles homonymes, voir Commando.

Un commando est une unité de combat d'élite entraînée et équipée pour des opérations spécifiques et ciblées.

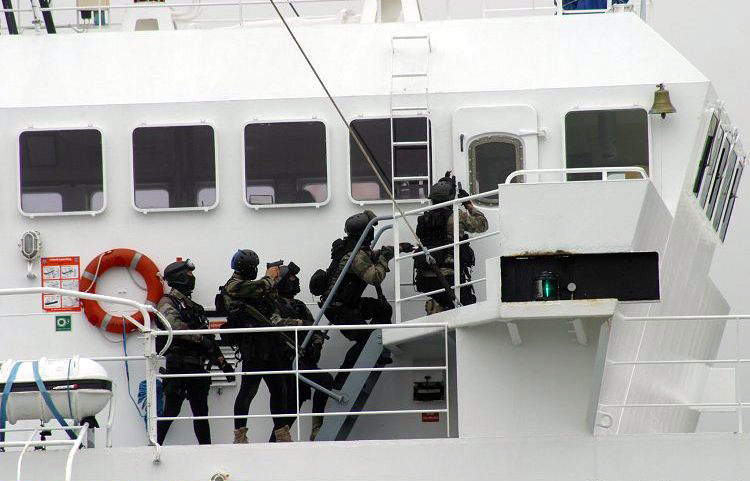
Un commando faisant une démonstration d’assaut.

## Généralités
Un commando est une unité de combat entraînée et équipée pour des opérations spécifiques et ciblées.
À l'origine, "un commando" désignait un type d'unité de combat, par opposition à un individu faisant partie de cette unité. Dans d'autres langues, commando et kommando désignent un "commandement", y compris dans le sens d'une unité militaire ou d'une unité d'opérations spéciales d'élite. Dans les armées et les gouvernements de la plupart des pays, les commandos se distinguent par leur spécialisation dans les assauts non conventionnels sur des cibles de grande valeur.
En anglais, pour faire la distinction entre un commando individuel et une unité de commandos, l'unité prend parfois la majuscule.

## Histoire

### Avant la Seconde guerre mondiale
Les premiers commandos ont été créés au cours du XVIIIe siècle dans la colonie hollandaise du Cap, alors encore sous le commandement de la Compagnie hollandaise des Indes orientales, pour protéger la colonie contre les incursions des Khoïkhoï.

### Seconde guerre mondiale
En 1940 Dudley Clarke inspirateur des Commandos britanniques pose la question : « Comment des hommes désespérés peuvent mener une guerre de guérilla avec les seules armes qu'ils sont capables de porter, sans artillerie ni soutien logistique, pour combattre un adversaire puissamment armé, établi de Dunkerque aux Pyrénées ». Cette approche intéresse le commandement anglais.

### Après la Seconde guerre mondiale
Au début de l'année 1956, la France se trouve engagée dans une forme nouvelle de conflit sur le territoire algérien : la guérilla. Conscient des capacités nécessaires pour mener cette nouvelle sorte de guerre et voyant les possibilités que peuvent apporter les hélicoptères dans ces engagements d'un nouveau type, le général de Maricourt, commandant l'Armée de l'air en Algérie, propose un nouveau concept d'action. Il crée les Commandos parachutistes de l'air, placés sous le commandement du capitaine François Coulet.

## Exemples d'opérations commando
- Opération Ambassador
- Opération Jubilee
- Opération Chariot
- Opération Dingson
- Assaut contre l'aérodrome de Sidi Haneish

## Commandos célèbres
- Dudley Clarke
- David Stirling
- Jock Lewes
- Philippe Kieffer
- Pierre Bourgoin
- Émile Bouétard
- Georges Bergé
- André Zirnheld
- Pierre Chateau-Jobert
- François Coulet
- Albert-Charles Meyer
- Albert Vasseur